# گرداب‌های ناروتو
گرداب‌های ناروتو (鳴門の渦潮 Naruto no Uzushio) گرداب های جزر و مدی در تنگه ناروتو هستند، کانالی بین شهر ناروتو در توکوشیما و جزیره آواجی در استان هیوگوی ژاپن. تنگه بین ناروتو و جزیره آواجی حدود ۱٫۳ کیلومتر (۰٫۸۱ مایل) عرض دارد. این تنگه یکی از راه‌های ارتباطی بین اقیانوس آرام و دریای داخلی ستو است، مجموعه‌ای از آبی که هونشو و شیکوکو، دو جزیره اصلی ژاپن را از هم جدا می‌کند. جزر و مد مقدار زیادی آب را دو بار در روز وارد دریای داخلی می کند و همچنین دو بار در روز مقدار زیادی آب را خارج می‌کند. در طول جزر و مد بهاری ، سرعت آب ممکن است به ۲۰ کیلومتر بر ساعت (۱۲ مایل بر ساعت) برسد، این امر گرداب‌هایی را با قطری به بزرگی ۲۰ متر (۶۶ فوت) ایجاد می‌کند.

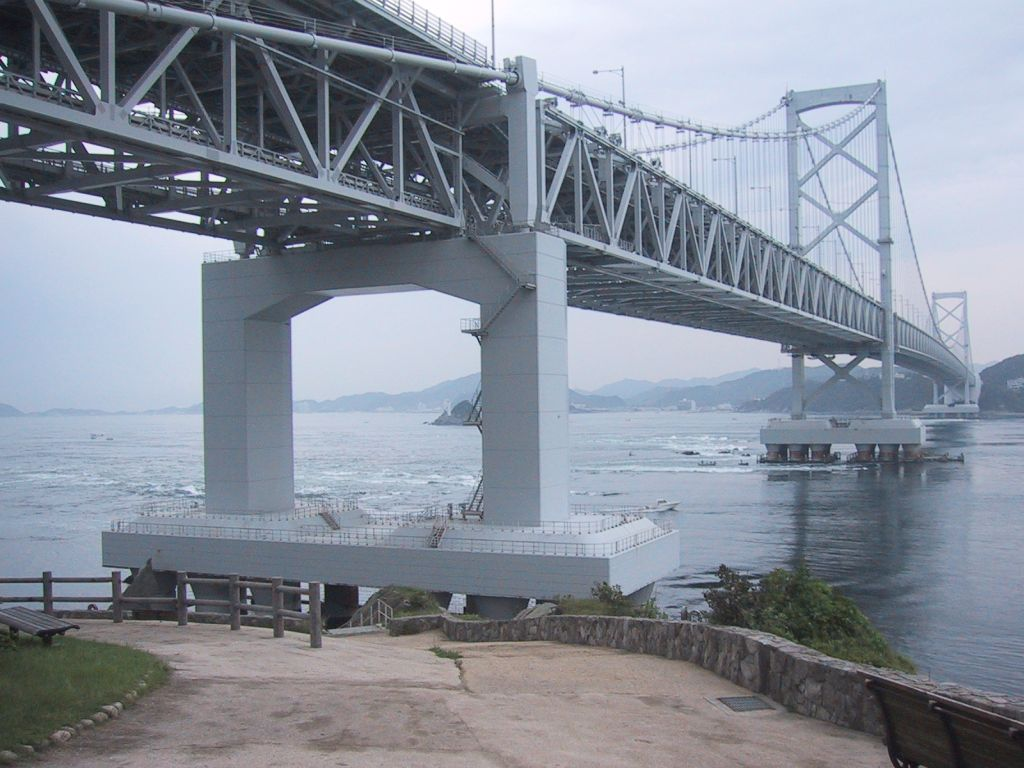
تنگه ناروتو، نمایی از آواجی، با جریان از سمت راست

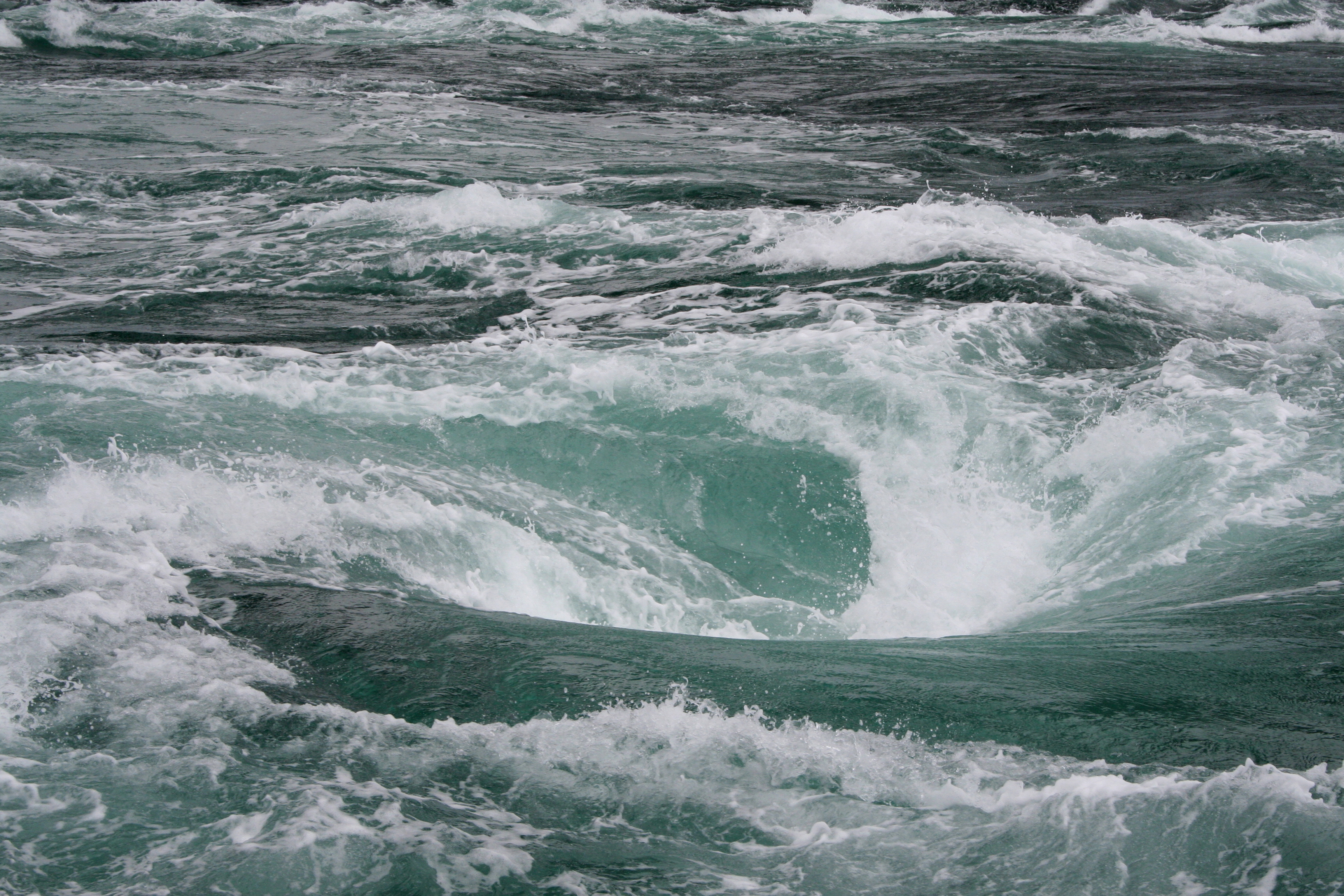
منظره‌ی گرداب ناروتو از دید یک قایق توریستی.

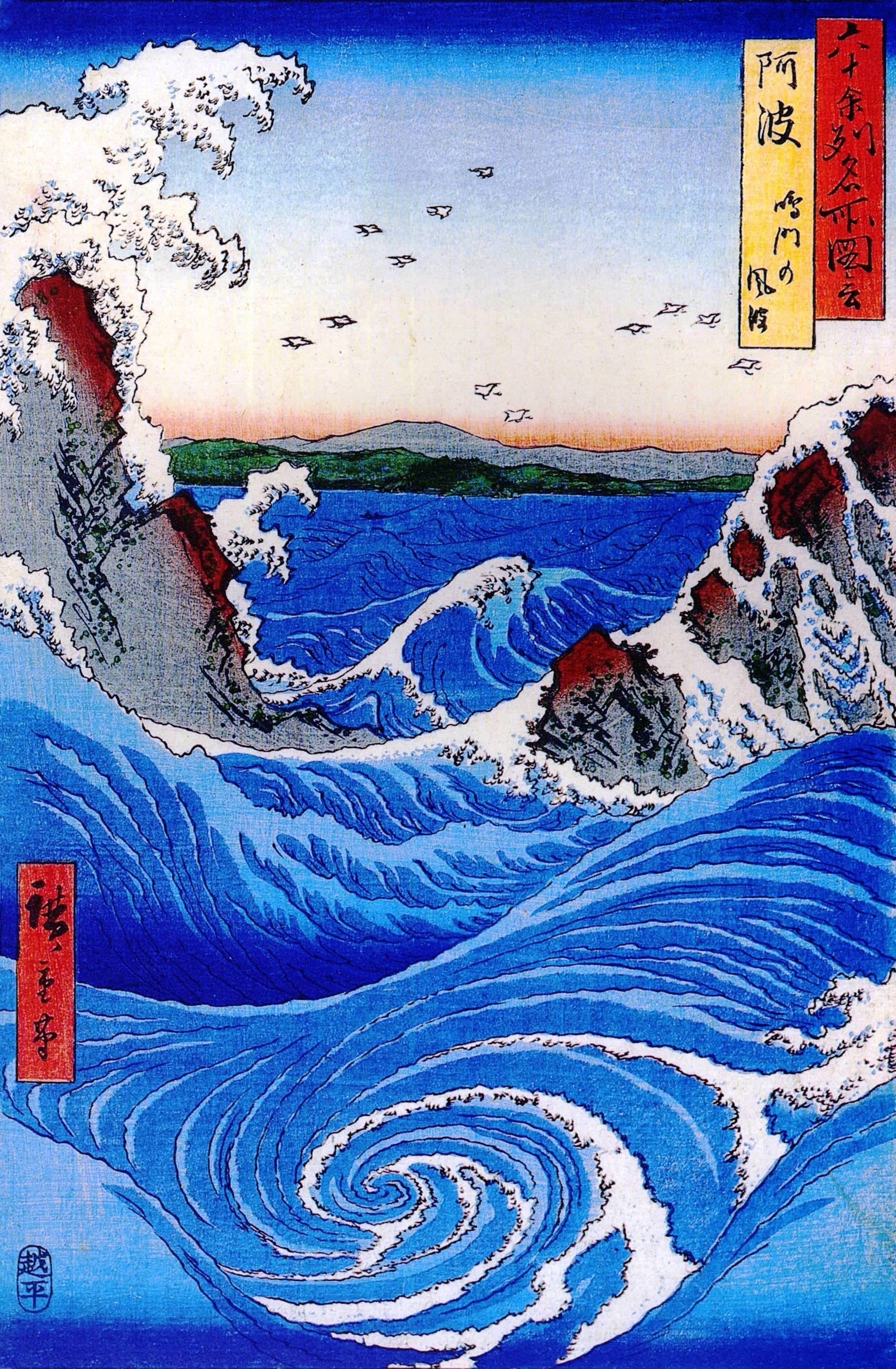
این اوکی‌یوئه از یک گرداب ناروتو را نشان می دهد.

گرداب‌ها را می‌توان از ساحل در جزیره آواجی، از کشتی‌های توریستی، یا از پل Ōnaruto که بر روی تنگه قرار دارد، مشاهده کرد.
گرداب‌ها الهامی برای نام ناروتوماکی شدند. این خود الهام‌بخش نام ناروتو اوزوماکی، شخصیت معروف مانگا و انیمه ناروتو شد. اوزوماکی به معنای گرداب است. خط داستانی با ساختن «پل بزرگ ناروتو» (なると大橋، ناروتو اوهاشی ) به «سرزمین امواج» (波の国، Nami no Kuni ) آغاز می‌شود که مبتنی بر پل ناروتوست که روی تنگه ناروتو ساخته شده است.

## همچنین ببینید
- گردشگری در ژاپن
- ناروتوماکی